# Olszowiec-Kolonia (województwo lubelskie)
Olszowiec-Kolonia – wieś w Polsce, położona w województwie lubelskim, w powiecie lubelskim, w gminie Bychawa.
| SIMC    | Nazwa | Rodzaj    |
| ------- | ----- | --------- |
| 1020967 | Niwka | część wsi |

W latach 1975–1998 wieś położona była w województwie lubelskim.
Wieś stanowi sołectwo gminy Bychawa. Według Narodowego Spisu Powszechnego z roku 2011 wieś liczyła 153 mieszkańców.